# Meiacanthus atrodorsalis
Meiacanthus atrodorsalis — вид морських собачок, що мешкає на коралових рифах західної Пацифіки. Ареал охоплює всю Мікронезію, Балі, Філіппіни, Самоа, на північ до островів Рюкю, на південь до Рифів Роулі, Великого бар'єрного рифу і Нової Каледонії. Морська отруйна риба, що сягає довжини 11 см.